# Lago Lácar
O Lago Lácar (em castelhano:  Lago Lácar) é um lago de origem glacial na província de Neuquén, Argentina. Fica na cordilheira dos Andes, a 630 m de altitude. A área circundante é muito pouco habitada, exceto a pequena cidade de San Martín de los Andes, na sua costa nordeste.
Tem área de 55 km² e profundidade média de 167 m, e máxima de 277 m. A sua bacia hidrográfica atinge 1048 km². Tal como mitos lagos andinos da Argentina, drena para o Chile e para o oceano Pacífico, nesta caso via rio Huahum, que passa no passo Huahum nos Andes.

## Galeria
|  |  |